# Vladimir Nikitin (boxare)
Vladimir Olegovitj Nikitin (ryska: Владимир Олегович Никитин), född den 25 mars 1990 i Verchnjaja Maksakovka, är en rysk boxare.
Han tog OS-brons i bantamvikt i samband med de olympiska boxningstävlingarna 2016 i Rio de Janeiro..